# رایت (وایومینگ)
رایت(به انگلیسی: Wright) شهری در ایالت وایومینگ کشور ایالات متحده آمریکا است که جمعیت آن در سرشماری سال ۲۰۱۰ میلادی، ۱٬۸۰۷ نفر بوده‌است.